# Punchline (DC Comics)
Punchline é uma supervilã fictícia do Universo DC dos quadrinhos da norte-americana editora DC Comics, associada as histórias de Gotham City, referenciada como Princesa Palhaça do Crime devido ligação direta com Coringa, sendo a companheira do Príncipe Palhaço do Crime e ocupando posto de Arlequina (Dra. Harleen Quinzel) como capanga-chefe aos seguidores do vilão das histórias do Batman (Bruce Wayne). Criada por James Tynion IV e design de Jorge Jimenez, apareceu pela primeira vez em Batman #89, de 19 de fevereiro de 2020, seguindo como  – a mais mortal – sequestradora do Coringa em Year of the Villain: Hell Arisen #3 de 26 de fevereiro de 2020. Sua história de origem será contada em Joker 80th Anniversary Special, por James Tynion IV e Mikel Janin, previsto para 29 de Abril de 2020.

## Desenvolvimento
Com a retirada de Arlequina como interesse e parceira de Coringa, foi estabelecido que um dos casais mais famosos dos quadrinhos viviam um relacionamento abusivo e não mais uma parceria conjunta. Nisso, o Príncipe de Gotham foi visto sozinho desde Os Novos 52, e com a necessidade de um capanga chefe foi criada a nova personagem. Desenvolvendo-se como a nova namorada de Coringa.
| “ | “Desde o início do Novos 52, o Coringa operou sozinho”, observou Tynion. “Ele não teve uma gangue e não teve capangas. Comecei a escrever cenas em que o Coringa tinha esses capangas mascarados de palhaços que o ajudavam a fazer coisas realmente horríveis. Percebi: ‘Ah, eu realmente amo essa dinâmica, mas falta uma figura. E a figura que falta é o capanga-chefe, o personagem número 2. E, obviamente, Coringa tem um dos capangas mais emblemáticos de todos os tempos, a Arlequina.”" ...Harley era o anjo torcido no ombro de Coringa, Punchline é o diabo no outro ombro. James Tynion IV." | ” |

Punchline tem aparência sedutora, cabelos negros que se opõe aos coloridos cabelos loiros de Arlequina. De forma elegante, Punchline aderiu à estética circense do Coringa. A maquiagem sútil de palhaço misturada com cores marcantes, junto com o ‘O’ e ‘X’ em cima de suas botas e luvas, parece bastante ameaçadora.
| “ | Nós não queríamos que a roupa dela fosse muito baseada na da Arlequina, mas há um componente de palhaço nela. Talvez ela tivesse uma máscara de porcelana, mas isso seria muito brega. Não queríamos que ela fosse apenas a anti-Arlequina e nem que ela fosse um Coringa mulher. Não queríamos evocar o Batman Que Ri ou o multiverso sombrio com alguém que parecesse saído de Hellraser: Renascido do Inferno. Ela será uma personagem impactante se soubermos trabalhá-la direito. Jorge Jimenez" | ” |